# 石墩河乡
石墩河乡是中国陕西省汉中市佛坪县下辖的一个乡。

## 行政区划
石墩河乡下辖以下行政区：
石墩河村、薅林湾村、回龙寺村、金砖沟村